# Линейные корабли типа H
Линейные корабли типа H  (также H-39) — тип нереализованного германского линейного корабля времён Второй мировой войны. Амбициозная германская кораблестроительная программа 1939 года, известная также как «План „Z“», предусматривала строительство по этому проекту шести линейных кораблей. Корпуса линейных кораблей имели алфавитную нумерацию H, J, K, L, M, N. Германская промышленность успела до начала Второй мировой заложить два первых корпуса, остальные корабли не были даже заложены. В октябре 1939 года строительство заложенных кораблей было остановлено.

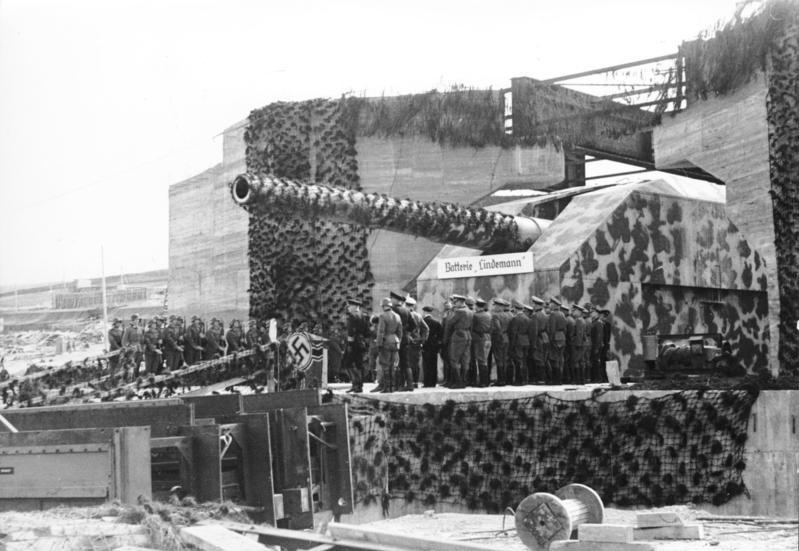
«40,6 см пушка SKC/34»

## Вооружение
Главный калибр линкоров был представлен восемью 406-мм орудиями SK C/34 в четырёх спаренных башенных установках. Противоминный калибр — 12 150-мм/55 орудиями C28 (в шести спаренных установках). Зенитное вооружение — 16 (8×2) 105-мм/65 орудий C33, 16 (8×2) 37-мм/83 орудий C33 и 24 (6×4) 20-мм/66. Авиационное вооружение состояло из шести гидросамолётов Arado 196.